# Francesc d'Amat i de Planella
Francesc d'Amat i de Planella   ( - 1723) fou un noble català, comte de Castellar.

## Biografia
Fill de Joan d'Amat i Despalau i de Francesca de Planella i d'Erill, baronessa de Castellbell. L'any 1695 es va casar amb Marianna de Lentisclar i Pinyana, de qui va tenir tres fills: Teresa, Arianna i Fèlix o Feliu. El seu pare li va deixar en herència el castell de Castellar.
Francesc va portar una intensa activitat militar i política en defensa de Barcelona, primer a la Guerra dels Nou Anys (1688-1697) va ser capità d'una de les companyies de La Coronela de Barcelona defensant la ciutat del setge de les tropes franceses.
Després, Francesc va fer costat al bàndol austriacista durant la Guerra de Successió Espanyola. El 1706 l'Arxiduc Carles li dona el càrrec de correu major del Principat i a les Corts Catalanes de 1705-1706 el nomena comte de Castellar. Ja el 1712 acompanyà les tropes portugueses en la seva evacuació i finalment durant el Setge de Barcelona (1713-1714) participa en la defensa de la ciutat. Passada la guerra, els Borbons li van confiscar les propietats i van cremar el seu títol nobiliari. Tots els seus béns, inclòs el castell de Castellar li foren segrestats.
L'any [1709], Francesc d'Amat comprà una torre al poble d'Alella. Aquesta casa tenia un hort-jardí amb una font anomenada la font de la Salut. Francesc Amat hi va fer construir un templet que cobria aquesta font. A les parts interiors d'aquesta construcció hi va fer posar uns plafons de rajoles del segle XVII que tenen un notable valor històric. Els temes de les rajoles representen l'abundància «Els Grassos» i la misèria «Els Prims>». Antigament, hi havia dos plafons més de rajoles coneguts com "La Xocolatada" i "La Plaza Mayor". Una representava una festa on es prenia xocolata i l'altre s'hi veia una cursa de braus a la Plaça Major de Madrid.
A finals del segle xix Joaquim de Càrcer i d'Amat, marquès de Castellbell va fer arrencar aquests dos plafons i els va portar a l'Exposició Universal de Barcelona de 1888. Finalitzat el certamen l'aristòcrata els va tornar a recuperar, tot i que mai van ser col·locats al lloc d'origen. A la seva mort el 1923 i d'acord amb el testament del noble, aquests plafons van passar a formar part dels fons patrimonials dels museus de la ciutat comtal.
En Francesc d'Amat i Planella va fer testament l'any 1722 i va morir l'any següent. Va deixar hereu el seu fill Fèlix d'Amat i Lentisclar.